# 维摩州
维摩州，元朝时设置的州。
大德四年（1300年）改惠么部置，治所在今云南省砚山县西北维摩，属广西路。明朝时，徙治今云南省丘北县。属广西府。清朝康熙八年（1669年）废。 